# کلارک ال. رافنر
ژنرال کلارک ال. رافنر (انگلیسی: Clark Louis Ruffner؛ ۱۲ ژانویه ۱۹۰۳ – ۲۶ ژوئیهٔ ۱۹۸۲) یک افسر ارشد ارتش ایالات متحده آمریکا بود که در جنگ جهانی دوم و همچنین جنگ کره ای خدمت کرد.
وی همچنین برندهٔ جوایزی همچون ستاره نقره‌ای، نشان ستاره برنزی، لژیون افتخار، و نشان هوایی شده‌است.